# بی‌خدایی مبارز
بی‌خدایی مبارز یا خداناباوری مبارز یا آتِئیسم مبارز (به انگلیسی: Militant Atheism) اصطلاحی ژورنالیستی برای توصیف قشری از بی‌خدایان نو است که از به‌کارگیری لقب ضد دین یا دشمن مذهب برای خود ابایی ندارند. بی‌خدایان مبارز به دین به عنوان یک پدیده مخرب برای جوامع بشری نگاه می‌کنند. از این‌رو بی‌خدای مبارز کسی است که خودش را دشمن هرگونه مذهب و خداباوری بداند. آنها آشکارا به اقداماتی با هدف برچیدن ادیان دست می‌زنند. واژه مبارز به معنی استفاده آنها از خشونت فیزیکی و روانی نیست، بی‌خدایان مبارز پرهیز از خشونت را برای مبارزه با دین الزامی می‌دانند. هر بی‌خدایی لزوماً بی‌خدای مبارز نیست.